# Cyanophrys amyntor
Espèce
Cyanophrys amyntor  est une espèce d'insectes lépidoptères de la famille des Lycaenidae, de la sous-famille des Theclinae, du genre Cyanophrys.

## Dénomination
Cyanophrys amyntor a été décrit par Pieter Cramer en 1775 sous le nom initial de Papilio amyntor;
Synonymes : Papilio menalcas Cramer, [1779]; Thecla amyntor ; Hewitson, 1877; Thecla caramba Clench, 1944; Thecla amyntor distractus Clench, 1946; Cyanophrys eiselei D'Abrera, 1995; Cyanophrys quinterorum D'Abrera, 1995.

### Autres noms
Cyanophrys amyntor se nomme Amyntor Greenstreak en anglais.

## Description
Cyanophrys amyntor est un petit papillon aux antennes et aux ailes annelées de noir et de blanc, avec une fine queue à chaque aile postérieure.
Le dessus est marron largement suffusé de bleu clair métallisé.
Le revers est vert clair avec un ocelle anal marron.

## Biologie

### Plantes hôtes
Les plantes hôtes de sa chenille sont des  Ulmaceae et Verbenaceae.

## Écologie et distribution
Cyanophrys amyntor est présent au Mexique, à Panama, en Colombie, au Pérou, au Brésil, au Surinam, en Guyana et en Guyane,.

### Protection
Pas de statut de protection particulier.